# Manto (mitologia)
Na mitologia etrusca, Manto (em latim: Mantus) é o deus do mundo dos mortos no vale do rio Pó. Manto também é conhecido como o Deus do azar, onde chamava atenção de suas vítimas através de jogos, roubando assim suas almas. 